# Sheldon Reynolds
Sheldon Reynolds, né le 10 décembre 1923 et mort le 25 janvier 2003 à l'âge de 79 ans d'emphysème pulmonaire, est un réalisateur, scénariste et producteur américain. 
Il est connu notamment pour avoir réalisé la série Sherlock Holmes, inspirée de l'œuvre d'Arthur Conan Doyle, et diffusée de 1954 à 1955 aux États-Unis.

## Biographie
Il réalise, produit et scénarise son premier film en 1956 appelé L'Énigmatique Monsieur D (Foreign Intrigue). Il s'agit d'une enquête autour de la mort de Victor Danemore. Cette mort subite, conduira David Bishop à découvrir le passé mystérieux de cet homme qui faisait chanter d'anciens collaborateurs du régime nazi,.
En 1954, il produit sa première émission de télévision américaine, la série Sherlock Holmes.
En 1957-1958, Sheldon Reynolds devient le producteur d'une sitcom américaine appelée Dick et la Duchesse (en).
En 1979, il crée une autre adaptation de Sherlock Holmes pour la télévision : Sherlock Holmes et le docteur Watson, qui ne connaîtra pas un réel succès.

## Filmographie
- 1956 : L'Énigmatique Monsieur D
- 1965 : L'Enfer du Manitoba (Die Hölle von Manitoba)
- 1968 : Les Tueurs sont lâchés (Assignment to Kill)